# Jerry Trainor
Gerald William "Jerry" Trainor, född 21 januari 1977, är en amerikansk skådespelare, komiker och röstskådespelare, känd för att spela Spencer Shay i iCarly. Han är också känd som Crazy Steve i Drake & Josh och titelkaraktär, Dudley Puppy, i T.U.F.F. Puppy. Trainor medverkar också i webbserien Hungry Girl TV.

Trainer medverkade även i ett internetprogram under namnet Project Lore det handlar om 5 personer som spelar spelet World of Warcraft tillsammans där Trainer tar rollen som en Draenei Shaman vid namnet Goggings, Trainer hoppade av programmet för att fokusera på sin karriär som skådespelare.